# Cochise (englische Band)
Cochise war eine englische Country-Rock-Band, die von 1970 bis 1972 drei Alben veröffentlichte und bedeutende Musiker wie Mick Grabham und B. J. Cole hervorbrachte.

## Beschreibung
Die Band ist eher für ihre Musiker als die Musik der Band selbst bekannt. Nach dem Zerfall der Band veröffentlichte Mick Grabham 1972 ein Soloalbum und schloss sich im folgenden Jahr Procol Harum an.
Cole hat 1972 auch ein Soloalbum, das New Hovering Dog, aufgenommen, bevor er Musiker wie Elton John begleitete oder die Bands Uriah Heep, Pink Floyd, The Verve und weitere in den 1970er Jahren verstärkte.
Rick Wills, in späteren Jahren auch für Foreigner aktiv,  und John „Willie“ Wilson spielten für David Gilmour auf seinem ersten Soloalbum 1978.
Der Titel Home Again von Cochise wurde 1971 auch auf dem United-Artists-Sampler All Good Clean Fun veröffentlicht.
Alle Alben wurden im Jahr 2002 durch Kissing Spell auf CD wiederveröffentlicht.

## Diskographie

### Alben
- 1970: Cochise (United Artists)
- 1971: Swallow Tales (Liberty Records)
- 1972: So Far (United Artists)

### Singles
- 1970: Watch This Space / 59th Street Bridge Song (United Artists)
- 1970: Love's Made A Fool Of You / Words Of A Dying Man (Liberty)
- 1971: Why I Sing The Blues / Jed Collder (Liberty)